# Guillem Beltran
Guillem Beltran va ser un eclesiàstic i bisbe de Sarno, nascut a Llucmajor, Mallorca a mitjans del segle xv, germà del també bisbe Pere Beltran.
Va ser canonge a la Seu de Tarragona i va ocupar el càrrec de cambrer el 1478, substituint l'anterior cambrer Joan Pere. Aquest títol comportava el domini senyorial de la vila de Reus, ja que la mitra tarragonina tenia els drets de la castlania, li permetia la residència al Castell del Cambrer i la jurisdicció sobre la totalitat de la senyoria i els delmes pel que fa al terme parroquial de la vila. Va estar-se poc temps a Tarragona i a Reus, ja que era protonotari apostòlic i disposava d'altres beneficis a més del de Tarragona.
El 13 d'abril de 1483 va prendre possessió del Deganat a la Catedral de Santiago de Compostel·la i va residir un temps en aquella ciutat. A finals de 1491 o principis de 1492 Guillem Beltran va deixar la Seu de Santiago i va passar a la Seu de Tui, on era bisbe el seu germà Pere Beltran, que li havia ofert el càrrec de vicari general d'aquella diòcesi. Sembla que va deixar Tui a la mort del seu germà el 1505. De totes maneres consta que el 1496 actuava com a Cambrer i senyor de la vila de Reus en donar sentència a un plet entre Reus i Castellvell, i el 1498 va arbitrar una discussió referida al terme de La Pineda.
Més endavant va anar a Roma, on se sap que actuava a la cúria pontifícia el 1510. Finalment, el 20 de juny de 1519 va ser nomenat bisbe de Sarno, moment en què va deixar la cambreria de la Catedral de Tarragona. Va ser substituït en el càrrec per Joan Bertran. Guillem Beltran va morir a Sarno el 1525.